# Mottafollone
Mottafollone ist eine italienische Gemeinde mit 1073 Einwohnern (Stand 31. Dezember 2023) in der Provinz Cosenza in Kalabrien.

## Geografie
Das Gebiet der Gemeinde liegt auf einer Höhe von 384 m über dem Meeresspiegel und umfasst eine Fläche von 30 km². Mottafollone liegt etwa 62 km nordwestlich von Cosenza. Die Nachbargemeinden sind Buonvicino, Grisolia, Malvito, San Sosti und Sant’Agata di Esaro.
Der Ort liegt im Nationalpark Pollino.

## Partnerschaft
Partnergemeinde von Mottafollone ist Andenne in der belgischen Provinz Wallonien.